# 白井小助
白井 小助（しらい こすけ、文政9年7月24日（1826年8月27日） - 明治35年（1902年）6月18日）は、幕末の志士。萩藩寄組浦靱負の臣。浦氏家臣。元奇兵隊軍監。諱は素行、号は飯山。白井小輔、白井小介とも。明治33年（1900年）従五位。

## 生涯
文政9年（1826年）、儒学者白井弥蔵の長男として誕生。嘉永年間に江戸へ遊学。佐久間象山から砲術、斎藤弥九郎から剣術、安積艮斎から文学を学ぶ。吉田松陰と親交があり、松陰が伝馬町牢屋敷へ入獄されたときは金銭を差し入れるなど世話を焼いていたことで知られる。文久2年（1862年）、高杉晋作、久坂玄瑞らと英国公使館焼き討ち事件を起こす。文久3年（1863年）に奇兵隊へ入り、文久4年（1864年）外国鑑との戦いの中、雷管破裂事故で右眼を失明する。慶応元年(1865年)、真武隊参謀を経て第二奇兵隊総管へ。慶応2年（1866年）、第二次長州征討では大島口の戦いへ参加。戊辰戦争時には参謀として北越戦争へ従事。その後凱旋して奇兵隊軍監となる。
明治維新後は、周防国熊毛郡宇佐木へ隠居し、飯山塾を開く。
明治35年（1902年）没。

## 史跡
山口県熊毛郡平生町田布路木には「白井小介顕彰碑」が建立されている。また、墓、飯山塾跡も近くに残存している。 山口県柳井市には白井小助屋敷跡がある。

## 登場作品
- 司馬遼太郎「長州人の山の神」『小説新潮』（1972年12月号） -『司馬遼太郎歴史の中の邂逅6』（中公文庫、2011年）に収録。